# John Augustus Abayomi-Cole
John Augustus Abayomi-Cole (ur. 1848, zm. 1943) – sierraleoński lekarz, zielarz oraz duchowny protestancki.

## Życiorys
Urodził się w Nigerii, w rodzinie pochodzącej ze Sierra Leone. Kształcił się we Freetown, w szkole prowadzonej przez Church Mission Society. Pracował następnie w Shenge, w dystrykcie Bonthe, dla jednego z kościołów ewangelikalnych. Wyjechał do Stanów Zjednoczonych, gdzie został wyświęcony na pastora w amerykańskim Weslejańskim Kościele Metodystycznym. Po powrocie do kraju krótko posługiwał jako metodystyczny superintendent we Freetown. Porzucił jednak tę funkcję, ostatecznie tworząc własny Kościół, Gospel Mission Hall. Pracował w nim nad utrzymaniem harmonii etnicznej w Sierra Leone, dbając o to by jego wierni pochodzili z różnych grup i plemion.
Abayomi-Cole jest prawdopodobnie znany najlepiej jako zielarz. Badał tradycyjne receptury zielarskie aktywnych w Sierra Leone tajnych bractw, takich jak Poro czy Sande. W swoich pracach starał się łączyć zachodnią wiedzę medyczną z tradycyjnymi lekami wykorzystywanymi w swym kraju ojczystym. Podejmował działania na rzecz osiągnięcia samowystarczalności żywnościowej. Uprawiał kakao, maniok, pochrzyn, kukurydzę i inne warzywa. Zajmował się produkcją alkoholu, w związku z czym w 1911 na pewien czas musiał opuścić Sierra Leone. Wytwarzał cukier, mydło, a także eksperymentował ze spożywczym wykorzystaniem kukurydzy. Aktywny w miejscowych organizacjach rolniczych, przewodniczył Sierra Leone Farmers Association. Jego poczynania z reguły spotykały się z niechęcią brytyjskiej administracji kolonialnej. Uznawany jest za jednego z pionierów rodzimej, sierraleońskiej myśli technicznej.
Jego zainteresowania wykraczały poza religię, rolnictwo czy zielarstwo. Jest autorem gramatyki języka mende. Pisywał dla „Sierra Leone Weekly News”, prowadził też rubrykę informacyjną w języku arabskim dla ukazującej się od 1891 do 1896 „Saturday Ho”.